# Дивалия
Дивалия (на латински: Divalia; Angeronalia) е религиозен празник (култ) в Древен Рим, който се празнува на 21 декември в чест на Ангерона, богинята на радостта, и затова също се нарича Ангероналия. На този ден всяка година понтифексът ѝ поднасял в жертва на западната страна на Палатин близо до порта Романула в храма на Волупта (Voluptas), където имало статуя на Ангерона.